# 青森県道196号五林平藤崎線
青森県道196号五林平藤崎線（あおもりけんどう196ごう ごりんたいふじさきせん）は、青森県北津軽郡板柳町から南津軽郡藤崎町に至る一般県道である。

## 概要
現道とバイパス道路それぞれ存在し、どちらも板柳町五林平地内の青森県道150号持子沢鶴田線から分岐し南下する。バイパス道路の方は全区間が五所川原広域農道（通称:こめ米（こめまい）ロード）と重複し、中泊町方面から連続する。現道はバイパス道路の東側を平行し、板柳町俵枡の青森県道38号五所川原黒石線交点で合流する。板柳町俵枡からさらに南下して藤崎町葛野で青森県道131号前坂藤崎線交点に至る。

### 路線データ
- 起点：北津軽郡板柳町大字五林平[1]
- 終点：南津軽郡藤崎町[1]

## 歴史
- 1961年（昭和36年）2月10日 - 県道に認定される[1]。

## 路線状況

### 重複区間
- 五所川原広域農道 : 板柳町五林平（バイパス起点） - 板柳町俵枡（バイパス区間と重複）
- 青森県道38号五所川原黒石線 : 南津軽郡藤崎町俵舛 地内（バイパス区間と重複）

## 地理

### 通過する自治体
- 北津軽郡板柳町
- 南津軽郡藤崎町

### 交差する道路
- 青森県道150号持子沢鶴田線（北津軽郡板柳町大字五林平、起点）
- 青森県道35号五所川原岩木線（北津軽郡板柳町大字夕顔関）
- 青森県道203号常海橋銀線（北津軽郡板柳町大字常海橋）
- 青森県道38号五所川原黒石線（南津軽郡藤崎町俵舛）
- 青森県道131号前坂藤崎線（終点）

### 沿線の施設
- 板柳町立板柳東小学校
- 十二里郵便局
- 藤崎町立藤崎中央小学校
- 藤崎町立藤崎中学校（終点付近）